# The Bad Man of Cheyenne
The Bad Man of Cheyenne é um filme dos Estados Unidos de 1917, do gênero western, dirigido por Fred Kelsey.

## Elenco
- Mike Rinaldi
- Harry Carey
- Priscilla Dean
- Elizabeth Janes
- Vester Pegg
- Jack Richardson
- William Steele - (como William Gittenger)